# Габріель Тард

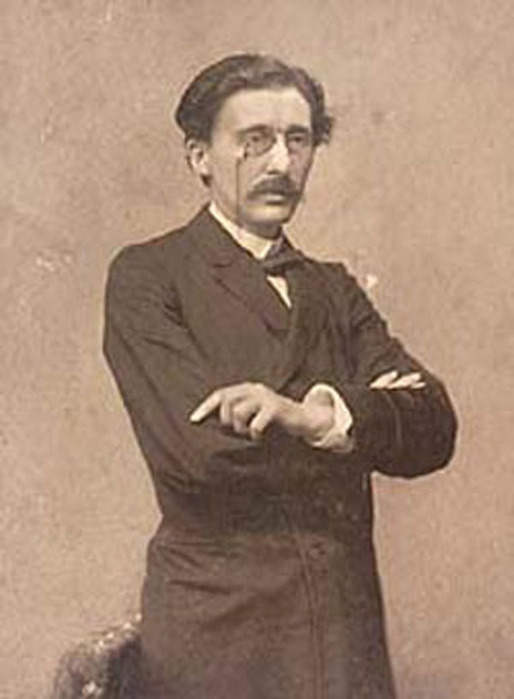
Жан-Габрієль Тард

Жан-Габрієль Тард (*12 березня 1843 — †13 травня 1904) — французький соціолог і кримінолог. Член Академії моральних і політичних наук.

## З біографії
У 1893-96 р. очолював відділ у Міністерстві юстиції. З 1900 р. — професор нової філософії в Коллеж де Франс. Значний вплив на розвиток політичної психології, а зокрема теорії лідерства і поведінки соціальних груп зробила його концепція наслідування, яка розкривається у працях вченого — «Соціальна логіка», «Соціальні закони», «Думка і натовп». Наслідування реалізується у формі звичаїв і моди, при засвоєнні яких відбувається соціалізація індивіда. У результаті наслідування виникають групові й суспільні цінності й норми. Аналізуючи ефект натовпу, констатував, що індивід у натовпі має такі властивості, як надмірна збудженість, втрата свідомого контролю й індивідуальності.

## Концепція Тарда
Основна теза концепції Тарда полягає в тому, що соціальні явища є психічними за своєю природою. Вчений порівнював суспільство з мозком, клітиною якого є індивідуальний мозок. Суспільні відносини Г.Тард зводив до відносин між індивідами. Взаємодію індивідів він тлумачить як циркуляцію бажань або ідей, що проявляються у формі:
- репетиції або імітації;
- опозиції;
- адаптації або винаході.

Думка одного повторюється іншими (імітація), зіштовхуючись думки утворюють опозиції, нарешті ідеї або взаємознищуються, або синтезуються (адаптація або винахід). Синтез ідей є джерелом соціального руху. Основними процесами соціального розвитку, вчений вважав винахід і наслідування.
Всі досягнення цивілізації, стверджував Тард, — результат діяльності видатних особистостей; послідовники (величезну більшість) наслідують вождя, творчу особистість. Великий лідер — «найбільша випадковість, вихідне джерело соціального розвитку». Він впливає на послідовників через гіпнотичний вплив. Послідовники третируються мислителем як «натовп». Суспільний прогрес досягається завдяки лідерам-винахідникам, що переборюють відсталість маси-натовпу.
Соціально-політичний рух, згідно з Тардом, здійснюється за схемою:
1. лідер-новатор бореться з відсталістю натовпу;
2. натовп захоплюється нововведенням;
3. натовп слухняно йде за лідером, наслідуючи йому.

Щоб мати успіх у натовпу, лідер повинен «бити по його нервах»; удавана єдність юрби — просто сліпе наслідування лідерові; без лідера натовп — обезголовлене чудовисько, що не може самостійно діяти; натовп часто захоплюють «не обранці, а покидьки», натовп не міркує, він вірить лідерові, перебуває під його чарівністю, він нехтує слабким лідером й рабськи підкорюється сильному.